# Petersville (Alaska)
Petersville ist ein census-designated place (CDP) im Matanuska-Susitna Borough in Alaska in den Vereinigten Staaten. Das Gebiet liegt westlich von Trapper Creek an der Petersville Road, die über den George Parks Highway erreichbar ist. Das U.S. Census Bureau hat bei der Volkszählung 2020 eine Einwohnerzahl von 27 ermittelt.

## Geschichte
Das Gebiet des heutigen CDPs Petersville wurde erstmals von Ureinwohnern der Dena'ina-Athabasken besiedelt. 1905 wurde in der Gegend Gold entdeckt. 1917 wurde durch die Alaska Road Commission eine Handelsstraße nach Talkeetna gebaut. Nach Fertigstellung der Straße erhielt Petersville ein Bezirkspostamt. 1921 waren 24 Bergwerke im Yentna Mining District in Betrieb. Der Zweite Weltkrieg führte zu einer Schließung fast aller Bergwerke. In den späten 1970er Jahren wurden viele der früheren Bergwerke wieder in Betrieb genommen.

## Demografie
Zum Zeitpunkt der Volkszählung im Jahr 2000 (U.S. Census 2000) hatte Petersville CDP 27 Einwohner auf einer Landfläche von 917,0 km². Das Durchschnittsalter betrug 51,5 Jahre (nationaler Durchschnitt der USA: 35,3 Jahre). Das Pro-Kopf-Einkommen (englisch per capita income) lag bei US-Dollar 43.200 (nationaler Durchschnitt der USA: US-Dollar 21.587). Keiner der Einwohner lag mit dem Einkommen unter der Armutsgrenze. 22,2 % der Einwohner sind deutschstämmig und ebenfalls 22,2 % sind französischer Abstammung. Viele Einwohner sind im Ruhestand. Eine Lodge und mehrere Bed-and-Breakfast-Unterkünfte sind in der Gegend vorhanden.